# کییچی توموری
کییچی توموری (انگلیسی: Kiichi Tomori؛ زادهٔ ۲۲ آوریل ۱۹۹۱) بازیکن فوتبال اهل ژاپن است.